# Øm Kloster
Øm Kloster lå i Emborg (Gammel Rye Sogn, Tyrsting Herred, Skanderborg Amt). Det blev anlagt i 1172 af cisterciensermunke (med sort-hvide ordensdragter), der kom fra Vitskøl Kloster. Munkene fik først tildelt jorde i 1160 af biskop Eskild, Aarhus stift i Sabro ("Sagebrok" i Øm Klosters krønike). I Sabro er lagt et fundament til en kirke med dobbelt så langt kirkeskib som det, der findes i dag. En gård i Sabro har siden middelalderen heddet "Klostergården" og der er under en anden bindingsværksgård fundet en pikstensbro i et kulturlag 60 cm nede. Cisterciensermunkene fik af Paven i en bulle tilladelse til at forlade Sabro få år efter, da stedet "ikke egnede sig til gudsdyrkelse". Derefter forsøgte de sig i Sminge, Veng og på Kalvø i Skanderborg Sø inden de fandt blivende plads ved Mossø.
Det var ikke kun et kirkeligt centrum, men også politisk som landbrugs- og handelscenter, hospital, plejehjem og latinskole og havde i det hele taget stor betydning for området.
Klosteret lå godt beskyttet af to kanaler, som munkene gravede mellem Mossø og Gudensø.
Den ene og største kanal Munkekanalen er stadig synlig i landskabet.
Man har fundet rester af et sluseanlæg ved den vestre kanal, der tyder på, at der har været en vandmølle på stedet, som man mener er fra den ældste tid på stedet.
Uden for det egentlige klosterområde er der fundet rester af forskellige værkstedsbygninger, bl.a. smedje, teglovn og blystøberi, og man mener, der også har været et klokkestøberi.
Der har ligeledes været landbrugsbygninger og haver.
De sidste munke forlod klosteret i 1558, og det fungerede en kort tid som kongeborg, (Emborg). Det blev revet ned i 1561, hvorpå en del af byggematerialerne blev genanvendt på Skanderborg Slot.
Livet i klosteret er kendt fra en krønike, der er påbegyndt i 1207 og er en af vore ældste skriftlige kilder. Heri redegøres bl.a. for klostrets strid med Århusbispen.
I 1500-tallet eksporterede Øm kloster fedestude.

## Øm Klosters Abbedrække, 1166-1320
- 1166-1174, abbed Brian (flyttede klostret fra Veng Kloster, over Kalvø Kloster til dets nuværende placering)
- 1174-1181, abbed Amilius (skaffede stor rigdom til klostret)
- 1181-1194, abbed Vilhelm
- 1194-1198, abbed Brandan
- 1198-1200, abbed Nils
- 1200-1217, abbed Thorkil
- 1217-1223, abbed Gunner (senere biskop i Viborg)
- 1223-1229, abbed Jens
- 1129-1233, abbed Nils
- 1233-1235, abbed Magnus (den første der døde med abbedværdigheden)
- 1235-1246, abbed Mikkel
- 1246-1249, abbed Jens
- 1249-1255, abbed Oluf
- 1255-1260, abbed Asgot
- 1260-1262, abbed Jens
- 1262-1263, abbed Bo
- 1263-1272, abbed Ture
- ?-?, abbed Jens
- ?-?, abbed Conrad
- ?-?, abbed Johannes (Jens)
- ?-?, abbed Conrad
- ?-?, abbed Jens (abbed for 3. gang i klostret)
- ?-?, abbed Johannes (Jens)
- ?-?, abbed Olav
- ?-?, abbed Petrus (Peter)
- ?-?, abbed Johannes (Jens), ( abbed for 3. gang i klostret )
- ?-?, abbed Tyge Fisk
- ?-?, abbed Jacob Cordal
- ?-?, abbed Torben
- ?-?, abbed Joon Røøth
- ?-?, abbed Thøger
- ?-?, abbed Joon Røøth
- ?-?, abbed Ubbo
- ?-?, abbed Peter Gølbo
- ?-?, abbed Thøger
- ?-?, abbed Tyge Lang
- ?-?, abbed (magister) Nicolaus
- ?-?, abbed Olav
- ?-?, abbed Ketil
- 1320-?, abbed Nicolaus Finsen

## Museum
De første udgravninger af klosteret begyndte i 1886 og blev varetaget af Nationalmuseet og Historisk Samfund for Århus Stift.  I 1911 blev museet grundlagt af Historisk Samfund for Århus Stift, der opkøbte jordlodder der var til salg på området. Museet udstillede skeletter og genstande fundet ved udgravninger på stedet.